# Pseudopotamilla debilis
Pseudopotamilla debilis är en ringmaskart som beskrevs av Bush 1905. Pseudopotamilla debilis ingår i släktet Pseudopotamilla och familjen Sabellidae. Inga underarter finns listade i Catalogue of Life.